# 刘耀彬
刘耀彬，中华人民共和国教育部长江学者特聘教授，南昌大学教授，主要从事区域经济与生态经济研究。

## 生平
刘耀彬先后毕业于湖北大学人文地理专业、中国矿业大学管理科学与工程专业，后在南昌大学任教。